# 枕崎市立枕崎小学校
枕崎市立枕崎小学校（まくらざきしりつまくらざきしょうがっこう）は、鹿児島県枕崎市千代田町にある市立小学校。

## 概要
校区内に枕崎駅があり、枕崎市役所や市民会館が隣接している。

## 歴史
- 1869年（明治2年） - 鹿児島藩第二郷校分教場として設置
- 1873年（明治6年） - 創立
- 1879年（明治12年） - 桜山小学校より分離し、枕崎小学校として独立
- 1913年（大正2年） - 枕崎高等尋常小学校と改称
- 1941年（昭和16年） - 国民学校令施行に伴い、枕崎国民学校と改称
- 1947年（昭和22年） - 学制改革により枕崎町立枕崎小学校と改称。新制中学校も同居。
- 1949年（昭和24年） - 枕崎町が市制施行し枕崎市となったのに伴い、枕崎市立枕崎小学校に改称。

## 通学区域
枕崎小学校の通学区域は以下の区域が指定されている。
- 枕崎市
  - 桜木町、高見町、汐見町、折口町、西本町、東本町、緑町、住吉町、千代田町、宮田町、山手町、港町、恵比須町、中町、旭町、泉町、新町、宮前町、日之出町、若葉町、松之尾町、栄本町、栄中町、美原町、木原町、岩戸町の全域
  - 平田町、明和町の一部

## 進学先中学校
- 枕崎市立枕崎中学校